# سان لورنزو دي الإسكوريال
سان لورنزو دي الإسكوريال (بالإنجليزية: San Lorenzo de El Escorial)‏ هي بلدية ومدينة في منطقة الحكم الذاتي وتقع في منطقة مدريد في وسط إسبانيا. تبلغ مساحة هذه المدينة 56.4 (كم²)، وبلغ عدد سكانها 17889 نسمة حسب إحصاء سنة 2009 م.

## توأمة
لسان لورنزو دي الإسكوريال اتفاقيات توأمة مع كل من:
- سانت كونتين
- سان لورينزو

## أعلام
- باتريسيا غارسيا
- خيسوس مانزانو
- ماريا دى إتشاري
- كارلوس فيرونا
- لويس سيبالوس إي فرنانديز دي كوردوبا

## وصلات خارجية
- الموقع الرسمي